# Jaime Serra i Cau
Jaime Serra i Cau (ur. między 1427 a 1430 w Walencji, zm. 15 marca 1517 w Rzymie) – hiszpański kardynał.

## Życiorys
Urodził się pomiędzy 1427 a 1430 roku w Walencji. Po ukończeniu studiów teologicznych został protonotariuszem apostolskim, kanonikiem kapituły katedralnej w Walencji oraz osobistym prałatem Aleksandra VI. 11 kwietnia 1492 roku został wybrany arcybiskupem Oristano. W latach 90. XV wieku pełnił funkcję wikariusza generalnego Rzymu. 5 października 1500 roku został kreowany kardynałem prezbiterem i otrzymał kościół tytularny S. Vitale. Wkrótce potem został mianowany legatem w Perugii, Marchii i Umbrii. W 1510 roku zrzekł się zarządzania archidiecezją Oristano. Pełnił funkcję administratora apostolskiego kilku diecezji: Linköping (1501–1513), Potenza (1503–1506), Elne (1506–1513), Burgos (1512–1514) i Calahorra (1514–1515). 20 stycznia 1511 roku został podniesiony do rangi kardynała biskupa i otrzymał diecezję suburbikarną Albano. Brał udział w obradach V soboru laterańskiego, a także pełnił rolę protoprezbitera. Zmarł 15 marca 1517 roku w Rzymie.